# این یک دزدی است
این یک دزدی است: بزرگ‌ترین سرقت آثار هنری جهان (انگلیسی: This Is a Robbery: The World's Biggest Art Heist) یک مینی‌سریال آمریکایی در ژانر مستند است که در سال ۲۰۲۱ منتشر شد و دربارهٔ سرقت آثار هنری از موزهٔ ایزابلا استوارت گاردنر شهر بوستون است که در ۱۸ مارس ۱۹۹۰ رخ داد. چهار قسمت این مینی‌سریال را کالین بارنیکل کارگردانی کرده‌است و تهیه‌کنندگی آن را کالین بارنیکل و برادرش، نیک بارنیکل بر عهده داشتند. تولید این مجموعه در یک دورهٔ هفت ساله که از سال ۲۰۱۴ آغاز می‌شود، انجام شد. این مینی‌سریال، ۷ آوریل ۲۰۲۱ در نتفلیکس منتشر شد و بازخورد مثبتی از منتقدان دریافت کرد.

## قسمت‌ها
| شم. | عنوان                   | تاریخ پخش اصلی |
| --- | ----------------------- | -------------- |
| ۱ | «آن‌ها شبیه پلیس بودند»  | ۷ آوریل ۲۰۲۱   |
| در سال ۱۹۹۰، دو مرد در لباس مأموران پلیس شهر بوستون وارد موزهٔ ایزابلا استوارت گاردنر می‌شوند و آثار طوفان در دریای جلیل و بانو و جنتلمن سیاه‌پوش از رامبرانت، کنسرت از یوهانس فرمیر و ده اثر هنری دیگر را با خود می‌برند. |                         |                |
| ۲ | «خطر نزدیک است»         | ۷ آوریل ۲۰۲۱   |
| آیا سرقت کار خودی‌ها بوده‌است؟ با اجرای قانون، سطح امنیت موزه مورد بررسی قرار می‌گیرد و یک مظنون پیدا می‌شود. |                         |                |
| ۳ | «ما آن را دیده‌ایم»      | ۷ آوریل ۲۰۲۱   |
| در حالی که برخی افراد، گزارش‌هایی از مشاهدهٔ آثار هنری دزدیده شده را ارائه می‌کنند؛ فعالیت مجرمانهٔ مرتبط با جرایم سازمان یافته، منجر به احتمال ارتکاب و انگیزه برای سرقت می‌شود.                                           |                         |                |
| ۴ | «جایزهٔ ۱۰ میلیون دلاری» | ۷ آوریل ۲۰۲۱   |
| اطلاعات دریافتی از یک خبرچین، ابعادی تازه به تحقیقات اضافه می‌کند که باعث می‌شود تا مأموران فدرال عملیاتی فریبنده را انجام دهند و سرنخ‌هایی تازه در اختیار آنان قرار بگیرد.                                               |                         |                |

## بازخورد
راتن تومیتوز گزارش کرد که ۸۶٪ منتقدان نظر مثبتی دربارهٔ فیلم داشته‌اند که این درصد از روی ۱۴ نقد به دست آمده‌است و در مجموع امتیاز ۷٫۳۵/۱۰ را دریافت کند. در جمع‌بندی منتقدان راتن تومیتوز آمده‌است: «این یک دزدی است شاید از نوآورترین مستندهای جهان نباشد اما موضوع مجذوب‌کننده و توجه ویژه‌ای که به جزئیات دارد، باعث می‌شود تا خیره‌کننده باشد.» متاکریتیک براساس نظر سیزده منتقد، نمرهٔ ۷۰ از ۱۰۰ را داد که نشان از رضایت کلی دارد.